# Liste der Monuments historiques in Ploumagoar
Die Liste der Monuments historiques in Ploumagoar führt die Monuments historiques in der französischen Gemeinde Ploumagoar auf.

## Liste der Bauwerke
| Bezeichnung        | Beschreibung                          | Standort | Kennzeichnung | Schutzstatus | Datum | Bild |
| ------------------ | ------------------------------------- | -------- | ------------- | ------------ | ----- | ---- |
| Manoir de Locmaria | Herrenhaus, erbaut im 18. Jahrhundert | (Lage)   | PA00089495    | Inscrit      | 1985  |      |

## Liste der Objekte
- Monuments historiques (Objekte) in Ploumagoar in der Base Palissy des französischen Kultusministeriums